# Merope tuber
Merope tuber är en näbbsländeart som beskrevs av Newman 1838. Merope tuber ingår som enda art i släktet Merope och familjen Meropeidae. Inga underarter finns listade i Catalogue of Life.

## Bildgalleri

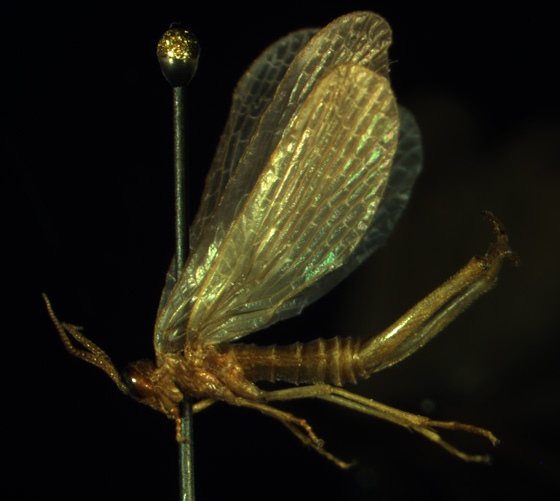